# MVP Finałów PLK
MVP Finałów PLK – nagroda przyznawana co sezon przez Polską Ligę Koszykówki najlepszemu zawodnikowi rozgrywek finałowych ligi.
Zaczęto ją przyznawać oficjalnie od sezonu 1997/98. Trzykrotnie nagrodę zdobywał Adam Wójcik. Tylko raz zdarzyło się, że przyznano ją dwóm zawodnikom. Miało to miejsce w 1998 roku, kiedy wręczano ją po raz pierwszy, jej laureatami zostali wtedy wspólnie Adam Wójcik oraz Dominik Tomczyk. 
Tylko raz w historii miał miejsce przypadek, kiedy to tytuł MVP został przyznany zawodnikowi drużyny przegranej. Miało to miejsce w 1998 roku, kiedy jej zdobywcą wraz ze zwycięzcą finałów Adamem Wójcikiem został także Dominik Tomczyk, którego zespół Pekaes Pruszków przegrał finały ze Śląskiem Wrocław 3-4.
Do tej pory (2018) jej laureatami było zaledwie pięciu Polaków - Adam Wójcik (trzykrotnie), Filip Dylewicz (dwukrotnie), Dominik Tomczyk, Maciej Zieliński, Kamil Łączyński i aż ośmiu Amerykanów, trzej Litwini oraz jeden Bośniak.  

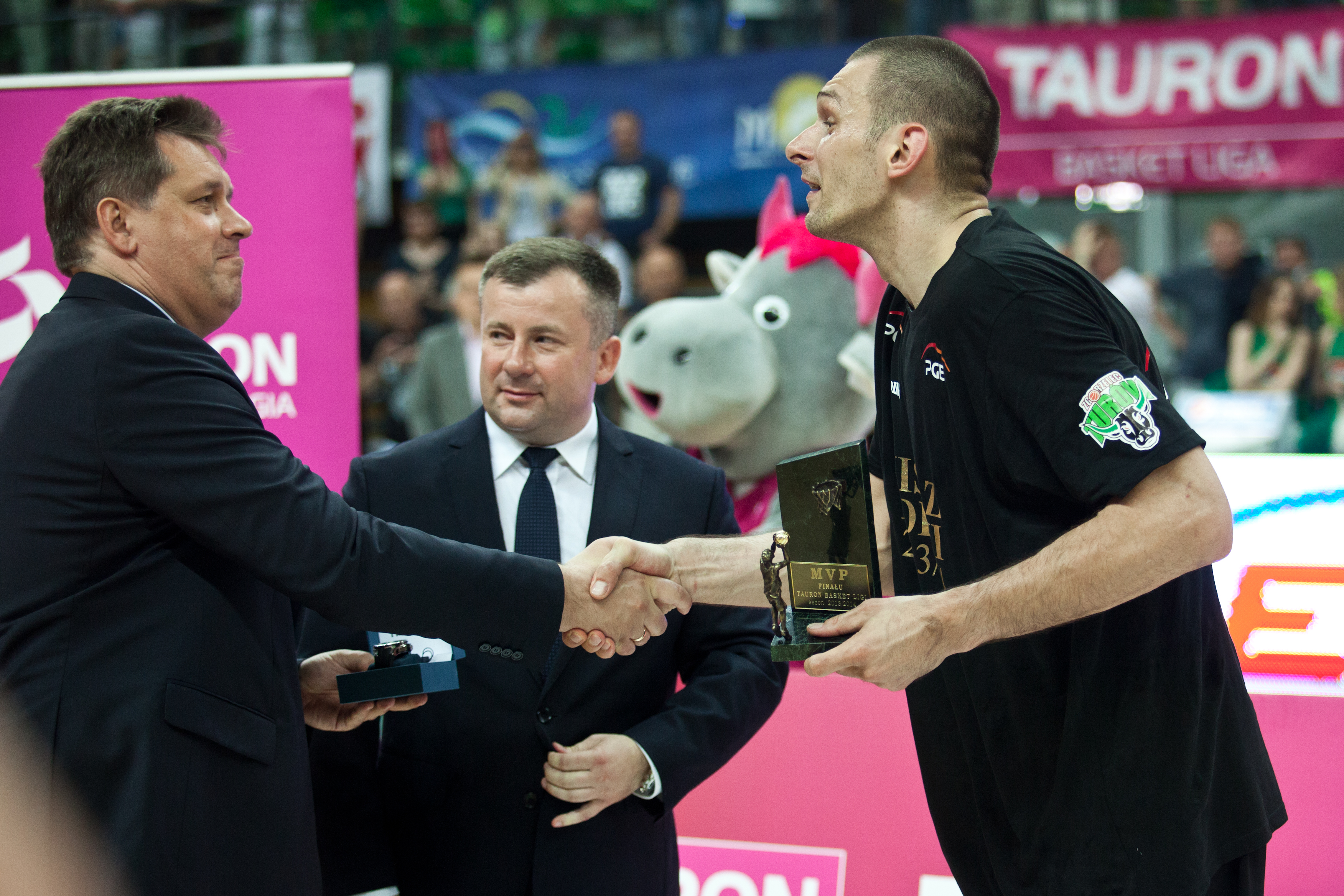
Filip Dylewicz - MVP Finałów 2014

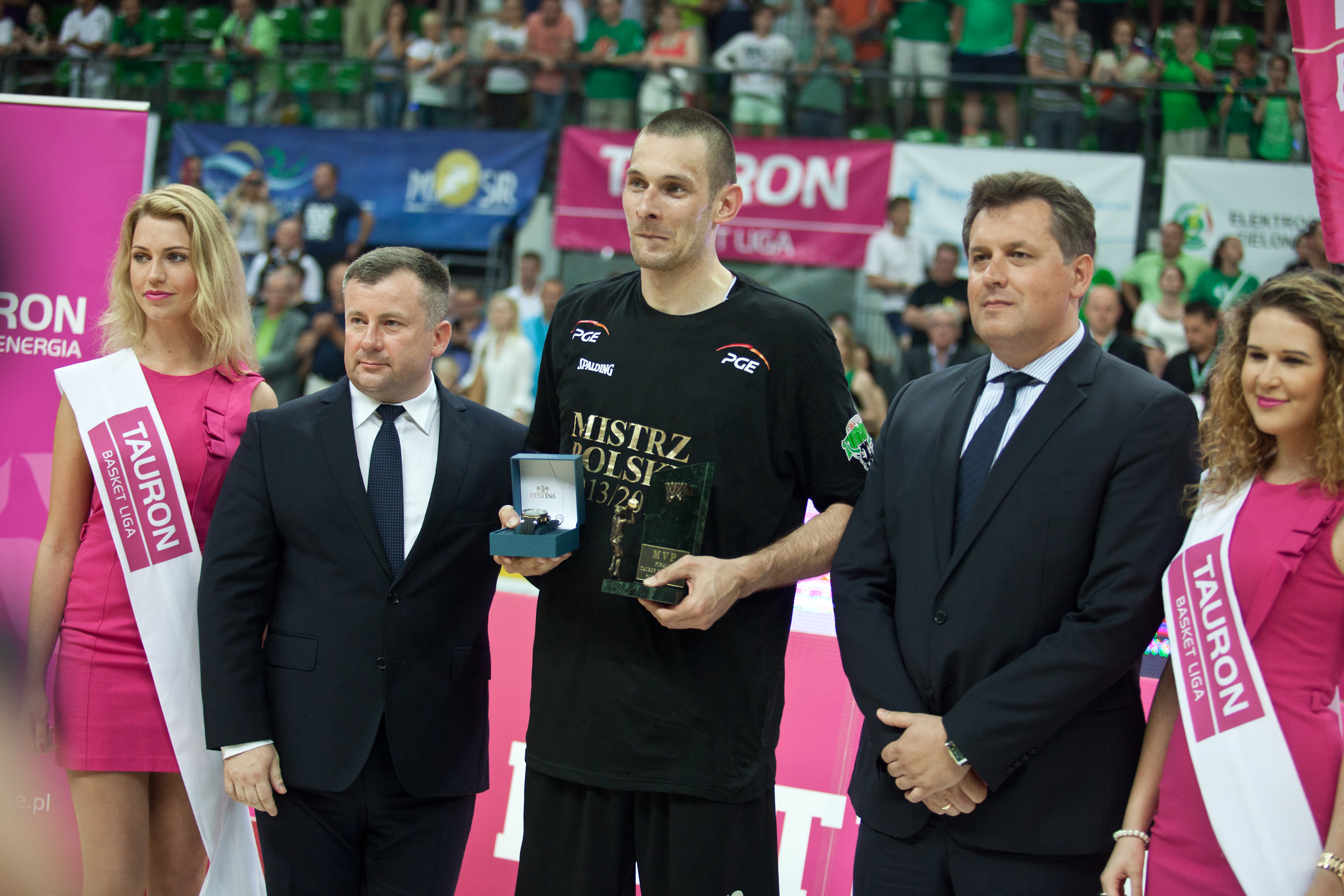
Prezes PLK - Jacek Jakubowski i MVP Finałów 2014 - Filip Dylewicz

| Sezon   | Zawodnik                                                        | Narodowość                                                      | Zespół                                                          |                                                                 |
| ------- | --------------------------------------------------------------- | --------------------------------------------------------------- | --------------------------------------------------------------- | --------------------------------------------------------------- |
| 1997/98 | Dominik Tomczyk                                                 | Polska                                                          | Pekaes Pruszków                                                 | [ 1 ]                                                           |
| 1997/98 | Adam Wójcik (1)                                                 | Polska                                                          | Śląsk Wrocław                                                   | [ 1 ]                                                           |
| 1998/99 | Maciej Zieliński                                                | Polska                                                          | Śląsk Wrocław                                                   | [ 1 ]                                                           |
| 1999/00 | Charles O’Bannon                                                | Stany Zjednoczone                                               | Śląsk Wrocław                                                   | [ 1 ]                                                           |
| 2000/01 | Adam Wójcik (2)                                                 | Polska                                                          | Śląsk Wrocław                                                   | [ 1 ]                                                           |
| 2001/02 | Michael Wright                                                  | Stany Zjednoczone                                               | Śląsk Wrocław                                                   | [ 1 ]                                                           |
| 2002/03 | Damir Krupalija^                                                | Bośnia i Hercegowina                                            | Anwil Włocławek                                                 | [ 1 ]                                                           |
| 2003/04 | Tomas Pacesas^                                                  | Litwa                                                           | Prokom Trefl Sopot                                              | [ 1 ]                                                           |
| 2004/05 | Adam Wójcik (3)                                                 | Polska                                                          | Prokom Trefl Sopot                                              | [ 2 ]                                                           |
| 2005/06 | Tomas Masiulis                                                  | Litwa                                                           | Prokom Trefl Sopot                                              | [ 3 ]                                                           |
| 2006/07 | Donatas Slanina                                                 | Litwa                                                           | Prokom Trefl Sopot                                              | [ 4 ]                                                           |
| 2007/08 | Filip Dylewicz (1)                                              | Polska                                                          | Prokom Trefl Sopot                                              | [ 5 ]                                                           |
| 2008/09 | Qyntel Woods                                                    | Stany Zjednoczone                                               | Prokom Trefl Sopot                                              | [ 6 ]                                                           |
| 2009/10 | David Logan                                                     | Stany Zjednoczone                                               | Asseco Prokom Gdynia                                            | [ 7 ]                                                           |
| 2010/11 | Daniel Ewing                                                    | Stany Zjednoczone                                               | Asseco Prokom Gdynia                                            | [ 8 ]                                                           |
| 2011/12 | Jerel Blassingame                                               | Stany Zjednoczone                                               | Asseco Prokom Gdynia                                            | [ 9 ]                                                           |
| 2012/13 | Quinton Hosley                                                  | Stany Zjednoczone                                               | Stelmet Zielona Góra                                            | [ 10 ]                                                          |
| 2013/14 | Filip Dylewicz (2)                                              | Polska                                                          | PGE Turów Zgorzelec                                             | [ 11 ]                                                          |
| 2014/15 | Quinton Hosley (2)                                              | Stany Zjednoczone                                               | Stelmet Zielona Góra                                            | [ 12 ]                                                          |
| 2015/16 | Dee Bost                                                        | Stany Zjednoczone                                               | Stelmet Zielona Góra                                            | [ 13 ]                                                          |
| 2016/17 | James Florence                                                  | Stany Zjednoczone                                               | Stelmet Zielona Góra                                            | [ 14 ]                                                          |
| 2017/18 | Kamil Łączyński                                                 | Polska                                                          | Anwil Włocławek                                                 | [ 15 ]                                                          |
| 2018/19 | Ivan Almeida                                                    | Republika Zielonego Przylądka · Portugalia                      | Anwil Włocławek                                                 | [ 16 ]                                                          |
| 2019/20 | Nie wybrano z powodu skróconego przez pandemię COVID-19 sezonu. | Nie wybrano z powodu skróconego przez pandemię COVID-19 sezonu. | Nie wybrano z powodu skróconego przez pandemię COVID-19 sezonu. | Nie wybrano z powodu skróconego przez pandemię COVID-19 sezonu. |
| 2020/21 | Jakub Garbacz                                                   | Polska                                                          | Arged BM Slam Stal Ostrów Wielkopolski                          | [ 17 ]                                                          |
| 2021/22 | Travis Trice                                                    | Stany Zjednoczone                                               | WKS Śląsk Wrocław                                               | [ 18 ]                                                          |
| 2022/23 | Bryce Brown                                                     | Stany Zjednoczone                                               | King Szczecin                                                   | [ 19 ]                                                          |
| 2023/24 | Jakub Schenk                                                    | Polska                                                          | Trefl Sopot                                                     | [ 20 ]                                                          |

- ^ – oznacza nieoficjalnego MVP finałów